# Partido de los Comunistas de Kirguistán
El Partido de los Comunistas de Kirguistán (en ruso: Партия Коммунистов Киргизии Pártiya Kommunístov Kirguizií; kirguís: Кыргызстан Коммунисттеринин Партиясы Kyrgyzstan Kommunistterini Partiyasy) es un partido político de Kirguistán fundado en 1992.
En las elecciones de 2007 fue el tercer partido más votado al obtener 141.034 votos, lo que representó al 5,12% del total de sufragios, alcanzando 8 de los 90 escaños disponibles. 
El partido estuvo presidio por Absamat Masaliyev, un antiguo líder de la República Socialista Soviética de Kirguistán hasta su muerte en 2004. El partido forma parte de la Unión de Partidos Comunistas.